# Odessa (Texas)
Odessa is een plaats (city) in de Amerikaanse staat Texas. Het is de hoofdstad van Ector County. Een klein deel ligt in Midland County. Het is een centrum van de aardoliewinning in Texas. In 1927 werd er olie ontdekt op de Connell Ranch ten zuidwesten van Odessa. Dankzij de olie-industrie groeide de bevolking aan van 750 in 1925 tot 5.000 in 1929 en 10.000 in de Tweede Wereldoorlog.

## Demografie
Bij de volkstelling in 2000 werd het aantal inwoners vastgesteld op 90.943.
In 2006 is het aantal inwoners door het United States Census Bureau geschat op 95.163, een stijging van 4220 (4.6%).

## Geografie
Volgens het United States Census Bureau beslaat de plaats een oppervlakte van
95,5 km², waarvan 95,3 km² land en 0,2 km² water.

## Plaatsen in de nabije omgeving
De onderstaande figuur toont nabijgelegen plaatsen in een straal van 36 km rond Odessa.

## Geboren
- Toby Stevenson (19 november 1976), polsstokhoogspringer